# آنا تاريس
آنا تاريس (من مواليد 19 أكتوبر 1967) مدربة سباحة متزامنة وسباحة وطنية سابقة من إسبانيا، شاركت بالثنائي النسائي في دورة الألعاب الأولمبية الصيفية لعام 1984، بعد اعتزالها المنافسة بدأت تاريس التدريب في نادي السباحة الخاص بها سي إن كاليبوليس في عام 1987، حيث دربت جيما مينجوال لتحقيق النجاح الدولي. في عام 1997 تم تعيينها كمدرب رئيسي للمنتخب الإسباني للسباحة المتزامنة: خلال فترة عملها حقق الفريق نجاحًا كبيرًا حيث حصل على أربع ميداليات أولمبية، و26 ميدالية في بطولة العالم، و25 ميدالية في بطولة أوروبا، ولكن في سبتمبر 2012 أبلغها اتحاد السباحة أن عقدها لن يمدد بعد نهاية العام. بعد ذلك بوقت قصير أصدر 15 عضوًا سابقًا في الفريق رسالة عامة ينتقدون فيها تاريس لاستخدامها سلوكًا استبداديًا ومهينًا في دورها كمدرب رئيسي، على الرغم من أن مينجوال وكابتن المنتخب الوطني أندريا فوينتيس تحدثا في الدفاع عن تاريس، وفوينتيس أعلنت لاحقًا تقاعدها من منافسة النخبة في يناير 2013 بسبب تثبيط الدافع نتيجة الصراع بين تاريس والاتحاد. بعد مغادرة المنتخب الإسباني تم تعيين تاريس كأحد مدربي المنتخب الوطني الأوكراني في عام 2015.
تم انتخابها نائبة في برلمان كاتالونيا في 21 ديسمبر 2017 في الانتخابات الإقليمية الكاتالونية.